# إينالي (فلم)
إينالي (بالإنجليزية: Inale) هُو فيلم دراما موسيقي نيجيري صدر سنة 2010، وهُو من إنتاج كيكي بونغوس وإخراج جيتا أماتا. الفيلم من بطولة كارولين تشيكيزي وحكيم كاي كاظم. تدور أحداث الفيلم في مدينة أوتوكبو في نيجيريا، ويروي قصة إينالي وأودي، الثنائي الذي تجمعه علاقة حب بين بعضهما البعض، لكن حبهما مُهدد بالتقاليد حيث يجب أن يفوز أودي ببطولة مصارعة عُرفية قبل أن يتمكن من أخذ يد إينالي في الزواج.
عُرض الفيلم لأول مرة في لاغوس في 22 أكتوبر 2010. تلقى الفيلم 5 ترشيحات في حفل توزيع جوائز أكاديمية الأفلام الأفريقية السابع، فاز منها بجائزة واحدة هي جائزة أفضل موسيقى تصويرية. يُشبه سيناريو الفيلم إلى حد كبير حكاية شعبية عن إيدومالاند.

## طاقم التمثيل
- كارولين تشيكيزي في دور إينالي.
- حكيم كاي-كاظم في دور أودي.
- ديدي مابياكو بدور الملك أوشي.
- إيني إيدو في دور أومادا.
- كيبي إيكبيونغ في دور الأمير أغابا.
- لولا شوكي في دور الأميرة أومي.
- يونيس فيليبس في دور الملكة أوتشانيا.
- مبونغ أماتا في دور كيكي.
- نسي إيكبي إيتيم في دور أوري.
- أوماومي ميغبيلي في دور إيني.

## الإنتاج
تنوعت مواقع تصوير الفيلم بين ولاية بينو في جنوب نيجيريا ولوس أنجلوس في كاليفورنيا.

## صدور الفيلم
صدر تريلر الفيلم في 23 يونيو 2010. وعُرض الفيلم لأول مرة في لاغوس في 22 أكتوبر 2010. وفي أبوجا في 28 أكتوبر 2010. بدأ عرض الفيلم في صالات السينما في نيجيريا في شهر نوفمبر 2010. كما أُعيد عرض الفيلم خلال فترة الاحتفال بأعياد الميلاد ورأس السنة الجديدة في نهاية سنة 2011 وبداية سنة 2012. بدأ عرض الفيلم في صالات السينما في جنوب إفريقيا في 26 يوليو 2012.

## الاستقبال النقدي
تلقى فيلم «إينالي» مراجعات وآراء مُتباينة من النقاد. وقد أشاد الجميع بالإنتاج الجميل للفيلم، لكن انتقدوا الطريقة المُتبعة في سرد الأحداث. أعطى فيكتور أولاتوي عن نقاد نوليوود الفيلم تقييم 4 نجوم من أصل 5 وقال: «إذا كنت تتوق لفيلم نوليوودي تقليدي جيد، أقترح أن تشاهد إينالي. إينالي فيلم نوليوودي يُمكن لأي شخص الاستمتاع به. كانت الصور جميلة، وكان الممثلون يتصرفون دون عناء». وأشاد بالتصوير السينمائي والمونتاج والصوت، لكنه ذكر أن موسيقى الفيلم ليست تقليدية بما فيه الكفاية. من ناحية أخرى، أشاد إلناثان جون بالموسيقى لكنه انتقد طريقة كتابة السيناريو وتصميم الرقصات ومشاهد القتال. وختم بقوله: «إنها مُحاولة طموحة للغاية لإنتاج فيلم موسيقي. هذا الجُهد جدير بالثناء... يبدو أنه استُثمر المزيد من الوقت والموارد في الإنتاج على حساب أساس الفيلم - السيناريو. البرمجة النصية البطيئة، والإنتاج الجيد، وعدم الاهتمام بالتفاصيل المهمة؛ يبدو أن بعض التفاصيل غير المهمة تلفت الانتباه، كما لو أن المخرج يريد المزيد لإثارة إعجاب الجمهور النيجيري بدلاً من صنع فيلم جيد».

## الجوائز والترشيحات
تلقى الفيلم 5 ترشيحات في حفل توزيع جوائز أكاديمية الأفلام الأفريقية السابع؛ هي جائزة أفضل فيلم نيجيري، وجائزة أفضل موسيقى تصويرية، وجائزة أفضل مؤثرات بصرية، وجائزة أفضل مكياج، وجائزة أفضل تصميم أزياء. وفاز بجائزة واحدة هي جائزة أفضل موسيقى تصويرية. كما تلقى الفيلم 5 ترشيحات في إطار دورة سنة 2011 من حفل توزيع جوائز نوليوود للأفضل، وفاز بجائزة «أفضل موسيقى تصويرية في السنة». حصل الفيلم أيضا على 4 ترشيحات في حفل جوائز نيجيريا للترفيه لعام 2011، وفاز بجائزة «الفيلم الأكثر ترفيها» في حفل توزيع جوائز مهرجان موناكو السينمائي لسنة 2011.

## روابط خارجية
إينالي على موقع IMDb (الإنجليزية)
- إينالي على موقع فيلمافينيتي (الإسبانية)
- إينالي على موقع قاعدة بيانات الفيلم (الإنجليزية)
- إينالي على موقع ليتربوكسد (الإنجليزية)
- إينالي على موقع كينوبويسك (الروسية)